# Beta Trianguli Australis
Beta Trianguli Australis (β Trianguli Australis, förkortat Beta TrA, β TrA) som är stjärnans Bayerbeteckning, är en optisk dubbelstjärna belägen i den norra delen av stjärnbilden Södra triangeln. Den har en skenbar magnitud på 2,85, är den näst ljusaste stjärnan i stjärnbilden och är synlig för blotta ögat. Baserat på parallaxmätning inom Hipparcosuppdraget på ca 80,8 mas, beräknas den befinna sig på ett avstånd på ca 40 ljusår (ca 12,4 parsek) från solen och har en relativt hög hastighet i sin rörelse över himmelen. Beta Trianguli Australis visas på flaggan i Brasilien, där den symboliserar staten Santa Catarina.

## Egenskaper
Beta Trianguli Australis är en gul till vit stjärna i huvudserien av spektralklass F1 V. Den har massa som är omkring 60 procent större än solens massa, en radie som är omkring dubbelt så stor som solens och utsänder från dess fotosfär ca 9 gånger mera energi än solen vid en effektiv temperatur av ca 7 400 K. Den har en optisk följeslagare av magnitud 14 med en vinkelseparation på 155 bågsekunder. 
Observationer med rymdteleskopet Spitzer har visat vad som verkar vara ett överskott av infraröd strålning från Beta Trianguli Australis. Detta tyder på närvaro av omgivande material hos stjärnan, troligen i form av en stoftskiva. Stjärnan kan ingå i rörelsegruppen Beta Pictoris, en sammanslutning av ca 17 stjärnor med gemensamt ursprung och en liknande rörelse genom rymden. Om den ingår i denna grupp, skulle det sätta stjärnans ålder på omkring 12 miljoner år, samma som för hela gruppen.